# Boa-Esperança-Stausee
Der Boa-Esperança-Stausee (portugiesisch Barragem de Boa Esperança; deutsch „gute Hoffnung“) ist ein Stausee am Rio Parnaíba mit einem Wasserkraftwerk. Das Kraftwerk, die Usina Hidrelétrica de Boa Esperança, erzeugt mit vier Francis-Turbinen Strom für den brasilianischen Bundesstaat Piauí. Früher hieß das Wasserkraftwerk Usina Hidrelétrica Marechal Castelo Branco. Betreiber des Wasserkraftwerks ist die Firma CHESF, Companhia Hidrelétrica do São Francisco, auch bekannt als Eletrobras Chesf.
Das Absperrbauwerk, ein aufgeschütteter Staudamm, steht im Gemeindegebiet des Munizips Guadalupe. Baubeginn war 1964, es dauerte sechs Jahre bis zur Fertigstellung.
Der Parnaíba bildet im ganzen Stausee und darüber hinaus die Grenze zwischen den Bundesstaaten Piauí und Maranhão. Der Stauinhalt des Stausees ist 5100 Millionen m³. Die Größenangaben für die Fläche sind widersprüchlich: die Seefläche soll 352,2, 384 oder sogar 1800 km² betragen.